# 宇部市立西宇部小学校
宇部市立西宇部小学校（うべしりつ にしうべしょうがっこう）は、山口県宇部市大字際波にある公立小学校。

## 概要
宇部市立厚南小学校の児童数の増加に伴い、1981年（昭和56年）に開校した。校名の「西宇部」は、かつて宇部駅が西宇部駅を名乗った際に周辺地域が西宇部と呼ばれるようになったことに由来する。

## 沿革
- 1977年（昭和52年）9月 - 学校用地を選定（山口県宇部市大字際波）[1]。
- 1979年（昭和54年）1月 - 厚南小学校より学区の分離地域の決定[1]。
- 1979年（昭和54年）1月 - 校名が西宇部小学校に決定[1]。
- 1980年（昭和55年）3月 - 第一期校舎工事（普通教室棟）完成[1]。
- 1981年（昭和56年）2月 - 第二期校舎工事（本館・体育館等）完成[1]。
- 1981年（昭和56年）4月1日 - 初代校長就任[1]。
- 1981年（昭和56年）5月9日 - 宇部市立西宇部小学校PTA設立総会開催[1]。
- 1982年（昭和57年）1月30日 - 校歌制定発表会[1]。
- 1984年（昭和59年）4月10日 - 宇部市教育委員会学習指導研究推進校に指定[1]。
- 1988年（昭和63年）4月20日 - 学校図書館教育研究指定校に指定[1]。

## 受賞歴
- 1981年（昭和56年）
  - 山口県花いっぱい運動優秀賞
- 1982年（昭和57年）
  - 山口県花いっぱい運動教育長賞
- 1983年（昭和58年）
  - 山口県花いっぱい運動県知事賞
  - 山口県PTA広報コンクール最優秀賞
- 1984年（昭和59年）
  - 全国花いっぱい運動優秀賞
  - 山口県花壇コンクール県知事賞
- 1985年（昭和60年）
  - 宇部市秋の花壇コンクール特別賞
  - 山口県花いっぱい運動県知事賞
  - 全国花いっぱいコンクール優秀賞
  - 全国花いっぱいコンクール自治大臣賞
- 1986年（昭和61年）
  - 全国花いっぱいコンクール法務大臣賞　（小学校の部全国1位）
  - 山口県花いっぱい運動県知事賞
- 1987年（昭和62年）
  - 山口県花いっぱいコンクールモデル校指定
  - 全国花いっぱいコンクール優秀賞
- 1988年（昭和63年）
  - 山口県花いっぱい推進モデル校指定
  - 全国花いっぱいコンクール優秀賞
- 1992年（平成3年）
  - 学校保健統計調査優秀校文部大臣賞

## 校歌
- 作詞：吉永 繁
- 作曲：高橋 正剛

## 最寄駅
- JR山陽本線 宇部駅